# 田中嘉久造
田中 嘉久造（たなか かくぞう、1891年1月29日 - 没年不明）は、大日本帝国の軍人。

## 略歴
大分県出身で平民の家に生まれた。熊本陸軍地方幼年学校、陸軍中央幼年学校を経て、1909年、陸軍士官学校第24期砲兵科に入学した。
1912年5月28日に陸軍士官学校を卒業し、少尉候補生として第12師団に入校した。同年12月24日、陸軍砲兵少尉に任官し第12師団野砲兵第12連隊中隊付となった。
1914年8月1日、小隊長に就任、1916年6月23日、陸軍砲兵中尉に昇進した。1918年8月2日、シベリア出兵に動員され、門司港より乗船しウラジオストクに上陸した。以後シベリア各地を転々としながらバイカル湖畔に駐留して極東共和国の治安を固め、ゲリラとの交戦を重ねたが、目立った戦果はなかった。1919年7月20日に復員した。同年8月10日、第12師団野砲兵第12連隊大隊副官。
1920年11月1日、シベリア干渉決済叙勲六等授旭日章を受章。
1922年4月1日、陸軍砲兵大尉に昇進。1924年8月1日、第12師団野砲兵第12連隊中隊長。翌年の1925年8月1日、第4師団野砲兵第4連隊中隊長に転任。1926年8月6日、第12師団野戦重砲兵第6連隊中隊長に転任。1927年11月29日、叙勲五等授瑞宝章。1928年8月10日、陸軍砲兵少佐に昇進し待命となる。
1928年8月29日、予備役特旨により第6師団大分連隊区に編入された。
1937年に充員召集され再入隊。同年10月27日午後5時、大連から大和丸に乗って作戦地の上海に向かい、野戦重砲兵第6旅団第14連隊第2大隊長となり、1940年に帰国するまで松江区葉謝鎮掃蕩、南昌攻略戦、湘贛会戦、石子嶺掃蕩、泗洲掃蕩などに参加した。